# رفلکس هوفمان
رفلکس هوفمان (انگلیسی: Hoffmann's reflex) یا نشانهٔ هوفمان یا رفلکس خم‌کننده انگشت یک یافته معاینه عصبی است که توسط یک آزمون رفلکسی ایجاد می‌شود و قادر است وجود یا عدم وجود مشکلات ناشی از قشر نخاعی را تأیید کند. این یافتهٔ پزشکی به افتخار متخصص مغز و اعصاب آلمانی یوهان هوفمان نام‌گذاری شده است. رفلکس هوفمان که معمولاً در پزشکی به عنوان یک رفلکس بیمارگونه در نظر گرفته می‌شود، گاهی همچنین به عنوان معیاری برای پردازش رفلکس ستون فقرات (انطباق) در پاسخ به تمرین بدنی استفاده می‌شود.
روش انجام آزمون رفلکس هافمن شامل نگه داشتن بند میانی انگشت میانی توسط معاینه‌کننده و سپس تکان دادن بند انتهایی آن به سمت پایین است که به انگشت وسط اجازه می‌دهد تا به صورت رفلکسی به سمت بالا حرکت کند و سر جای اصلی برگردد. پاسخ مثبت زمانی دیده می‌شود که خم ماندن و اَداکشن (نزدیک شدن) انگشت شست در همان دست دیده شود.